# New York Film Critics Online Awards 2019
Na 19. ročníku předávání cen New York Film Critics Online byli oznámeni vítězové v následujících kategoriích a deset nejlepších filmů roku 2019.

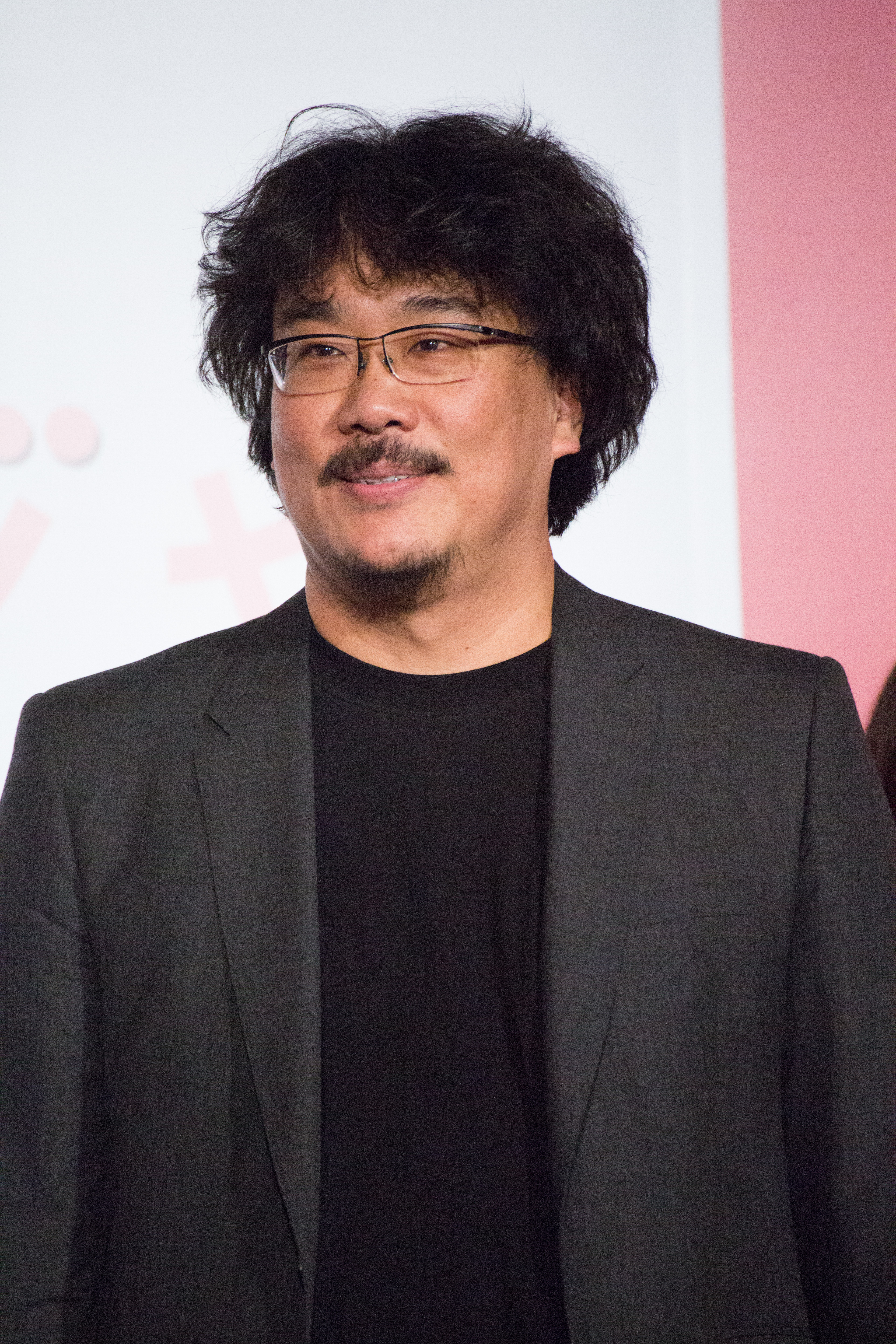
Pong Čun-ho, vítěz v kategoriích nejlepší režisér a nejlepší scenárista za film Parazit

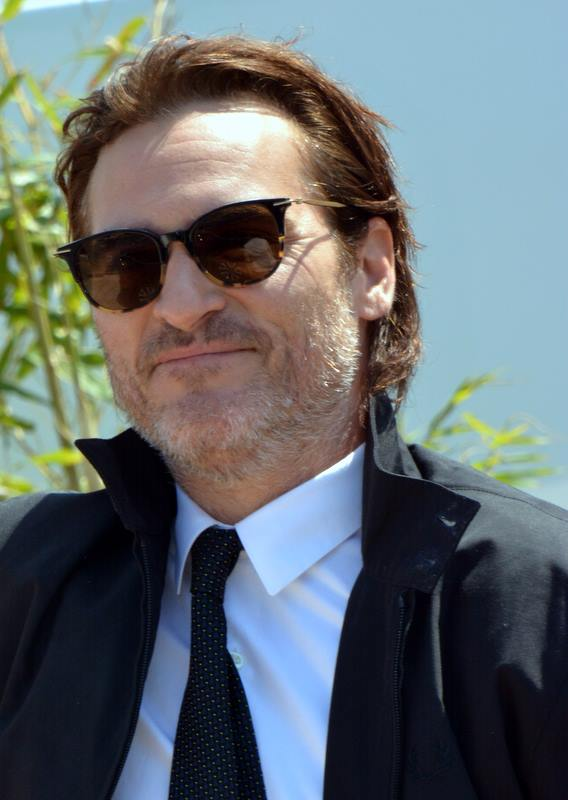
Joaquin Phoenix, vítěz v kategorii nejlepší mužský herecký výkon v hlavní roli za výkon ve filmu Joker

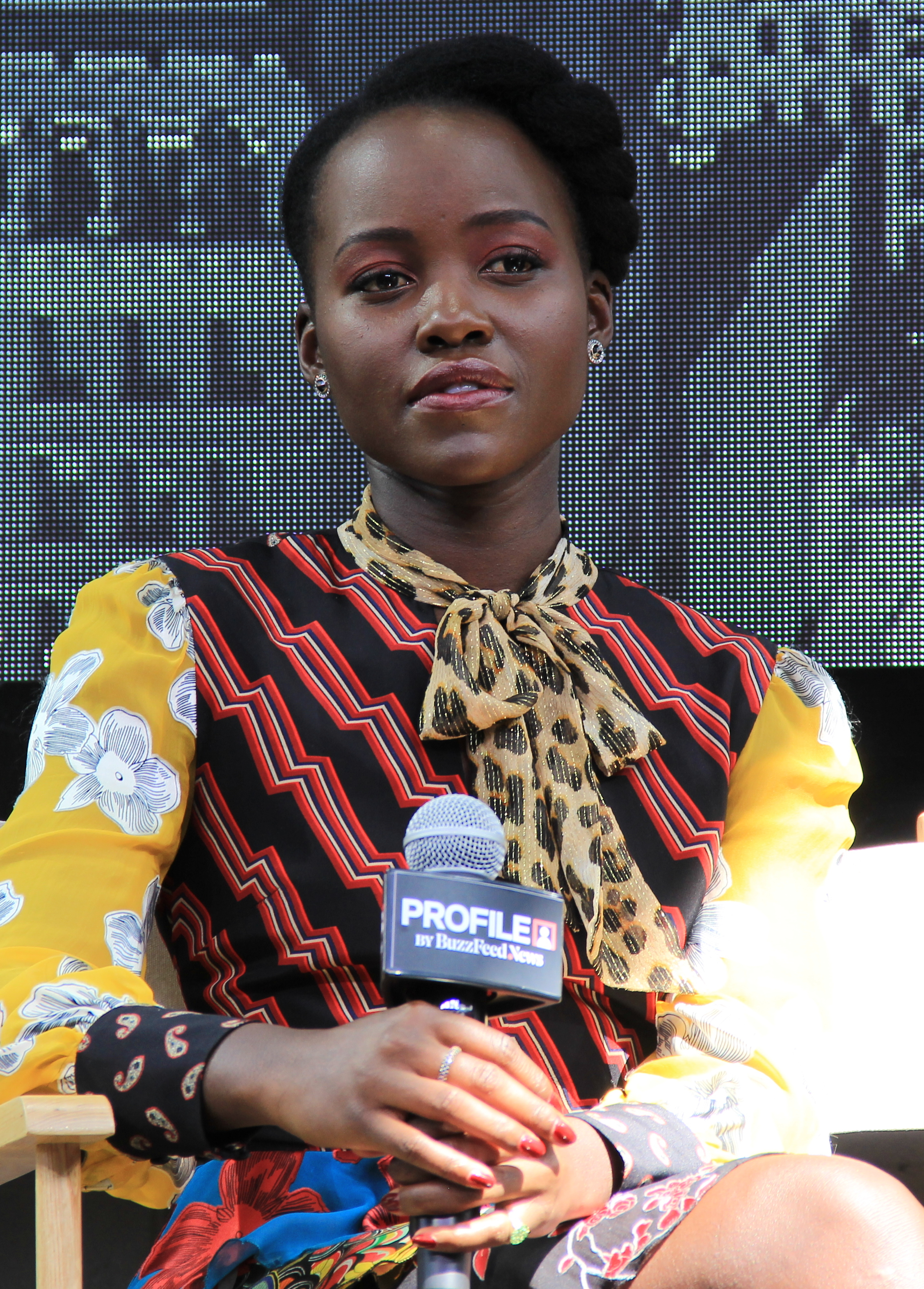
Lupita Nyong'o, vítězka v kategorii nejlepší ženský herecký výkon v hlavní roli za výkon ve filmu My

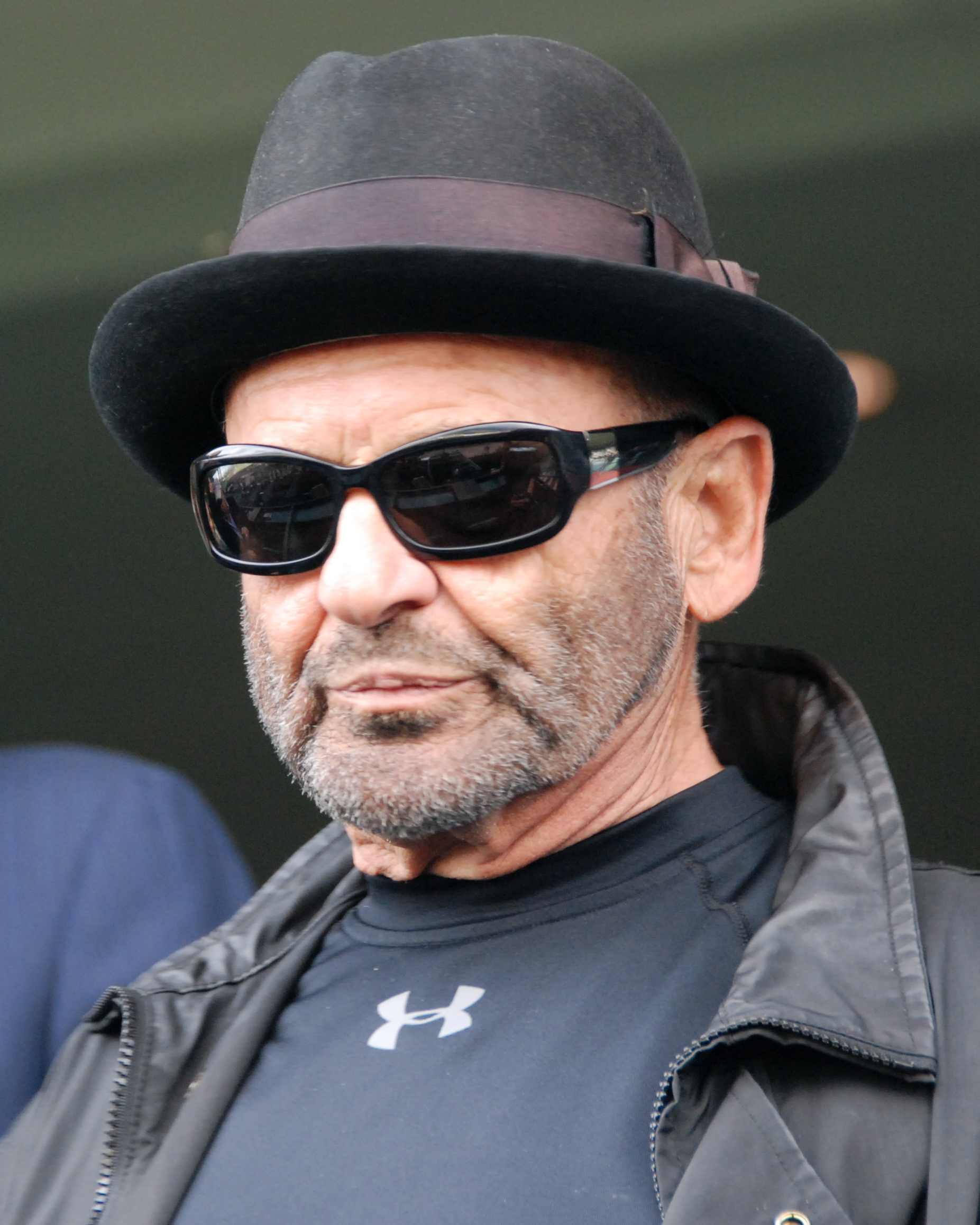
Joe Pesci, vítěz v kategorii nejlepší mužský herecký výkon ve vedlejší roli za výkon ve filmu Irčan

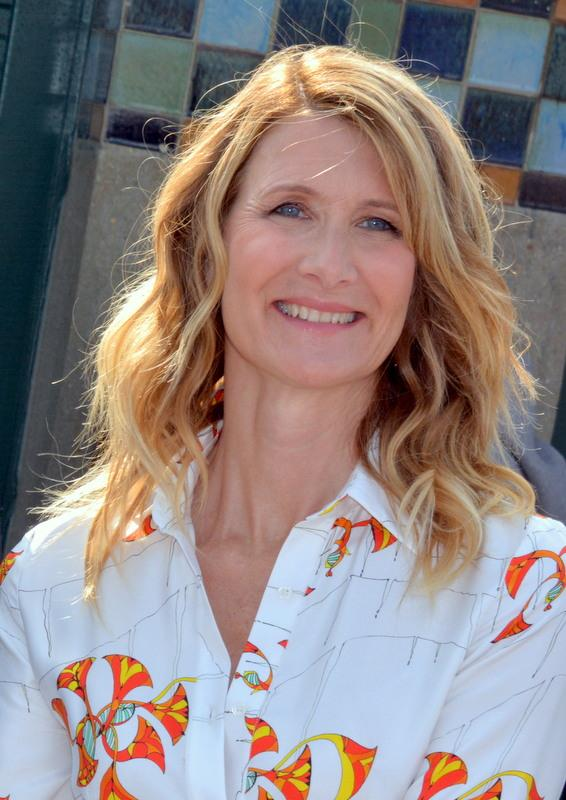
Laura Dern, vítězka v kategorii nejlepší ženský herecký výkon ve vedlejší roli za výkon ve filmu Manželská historie

## Nejlepších deset filmů
1. Parazit

- 1917
- The Farewell
- Zlatokopky
- Irčan
- Králíček Jojo
- Joker
- Manželská historie
- Tenkrát v Hollywoodu
- Dva papežové

## Vítězové

### Nejlepší film
- Parazit

### Nejlepší režisér
- Pong Čun-ho – Parazit

### Nejlepší scénář
- Pong Čun-ho a Han Jin-won – Parazit

### Nejlepší mužský herecký výkon v hlavní roli
- Joaquin Phoenix  – Joker

### Nejlepší ženský herecký výkon v hlavní roli
- Lupita Nyong'o – My

### Nejlepší mužský herecký výkon ve vedlejší roli
- Joe Pesci  – Irčan

### Nejlepší ženský herecký výkon ve vedlejší roli
- Laura Dern  – Manželská historie

### Nejlepší dokument
- Apollo 11

### Nejlepší cizojazyčný film
- Portrét dívky v plamenech (Francie)

### Nejlepší animovaný film
- Kde je moje tělo?

### Nejlepší kamera
- Roger Deakins – 1917

### Nejlepší debut
- Lila Avilés – La camarista

### Objev roku
- Kelvin Harrison Jr. – Luce a Waves

### Nejlepší obsazení
- Na nože

### Nejlepší použití hudby
- Rocketman